# Grand Prix-wegrace van Duitsland 1985
De Grand Prix-wegrace van Duitsland 1985 was de derde Grand Prix van het wereldkampioenschap wegrace in het seizoen 1985. De races werd verreden op 15 mei 1985 op de Hockenheimring nabij Hockenheim. In de Duitse Grand Prix kwamen alle klassen aan de start, maar voor de zijspanklasse was het de openingsrace van het seizoen. 

## Algemeen
Voor het eerst in 1985 kwamen alle klassen aan de start en dat leverde in het rennerskwartier nogal wat drukte op. Daar bevonden zich niet minder dan 250 ingeschreven coureurs. De trainingen werden in goede omstandigheden afgewerkt, maar op de racedag regende het. 

## 500cc-klasse

### De training
Freddie Spencer brak met zijn viercilinder Honda NSR 500 zijn eigen ronderecord uit 1982 met vier seconden. Met ook nog drie viercilinder-Yamaha's (Eddie Lawson, Raymond Roche en Christian Sarron) op de eerste startrij was duidelijk dat de driecilinder Honda NS 500's het op de snelle baan moeilijk zouden krijgen. Randy Mamola gebruikte in de training een Chevallier-frame, dat hem door Alain Chevallier persoonlijk ter beschikking was gesteld. Het mocht van Honda en sponsor Rothmans, zolang de stroomlijnkuip maar blanco bleef. 

#### Trainingstijden
| Pos | Coureur            | Merk                      | Tijd    |
| --- | ------------------ | ------------------------- | ------- |
| 1.  | Freddie Spencer    | Rothmans-HRC-Honda        | 2"05'35 |
| 2.  | Eddie Lawson       | Marlboro-Yamaha           | 2"06'10 |
| 3.  | Raymond Roche      | Marlboro-Yamaha           | 2"07'01 |
| 4.  | Christian Sarron   | Gauloises-Sonauto-Yamaha  | 2"07'59 |
| 5.  | Ron Haslam         | Rothmans-HRC-Honda-UK     | 2"07'93 |
| 6.  | Didier de Radiguès | ELF-Chevallier-HRC-Honda  | 2"07'06 |
| 7.  | Wayne Gardner      | Rothmans-HRC-Honda-UK     | 2"08'26 |
| 8.  | Takazumi Katayama  | Bakker-Rothmans-HRC-Honda | 2"08'91 |
| 9.  | Randy Mamola       | Rothmans-HRC-Honda        | 2"09'05 |
| 10. | Rob McElnea        | Skoal Bandit-Heron-Suzuki | 2"10'64 |

### De race
Freddie Spencer had al voor de race aangegeven dat hij het meest vreesde voor Christian Sarron, die inmiddels een reputatie als regenrijder had opgebouwd, maar pas zijn derde race op een 500cc-machine reed. Na de start nam Spencer meteen de leiding, terwijl Sarron zijn start verprutste. Achter Spencer vochten Ron Haslam, Didier de Radiguès, Randy Mamola, Rob McElnea, Eddie Lawson, Boet van Dulmen, Sito Pons en Wayne Gardner om de posities, maar Sarron begon ze een voor een te passeren. In de tweede ronde lag hij 15 seconden achter Spencer. In de zesde ronde lag hij op de derde plaats, in de negende ronde op de tweede plaats en in de dertiende ronde passeerde hij Spencer. Spencer en Lawson hadden een ander bandenprofiel gekozen en dat was funest, want allebei hadden ze aan het einde van de race geen profiel meer over. Spencer werd er nog tweede mee, maar Lawson moest genoegen nemen met de vierde plaats, ver achter Ron Haslam. 

#### Uitslag 500cc-klasse
| Pos | Coureur            | Merk                      | Tijd      | Grid | Punten |
| --- | ------------------ | ------------------------- | --------- | ---- | ------ |
| 1   | Christian Sarron   | Gauloises-Sonauto-Yamaha  | 45"05'24  | 4    | 15     |
| 2   | Freddie Spencer    | Rothmans-HRC-Honda        | 45"16'83  | 1    | 12     |
| 3   | Ron Haslam         | Rothmans-HRC-Honda-UK     | 45"20'59  | 5    | 10     |
| 4   | Eddie Lawson       | Marlboro-Yamaha           | 45"45'34  | 2    | 8      |
| 5   | Didier de Radiguès | ELF-Chevallier-HRC-Honda  | 46"03'82  | 6    | 6      |
| 6   | Wayne Gardner      | Rothmans-HRC-Honda-UK     | 46"04'73  | 7    | 5      |
| 7   | Rob McElnea        | Skoal Bandit-Heron-Suzuki | 46"18'29  | 10   | 4      |
| 8   | Randy Mamola       | Rothmans-HRC-Honda        | 46"29'90  | 9    | 3      |
| 9   | Sito Pons          | HB-Gallina-Suzuki         | 46"34'46  | 13   | 2      |
| 10  | Boet van Dulmen    | Bakker-Honda              | 46"40'57  | 15   | 1      |
| 11  | Takazumi Katayama  | Bakker-Rothmans-HRC-Honda | 46"58'15  | 8    |        |
| 12  | Neil Robinson      | Suzuki                    | +1 ronde  | 17   |        |
| 13  | Raymond Roche      | Marlboro-Yamaha           | +1 ronde  | 3    |        |
| 14  | Marco Gentile      | Yamaha                    | +1 ronde  | 29   |        |
| 15  | Klaus Klein        | PVM                       | +1 ronde  | 23   |        |
| 16  | Eero Hyvärinen     | Honda                     | +1 ronde  | 19   |        |
| 17  | Manfred Fischer    | Honda                     | +1 ronde  | 22   |        |
| 18  | Georg-Robert Jung  | Suzuki                    | +1 ronde  | 36   |        |
| 19  | Paul Iddon         | Suzuki                    | +1 ronde  | 31   |        |
| 20  | Rainer Sautter     | Suzuki                    | +1 ronde  | 38   |        |
| 21  | Peter Sköld        | Honda                     | +1 ronde  | 30   |        |
| 22  | Andreas Woditsch   | Yamaha                    | +1 ronde  | 40   |        |
| 23  | Maarten Duyzers    | Suzuki                    | +1 ronde  | 37   |        |
| 24  | Josef Ragginger    | Suzuki                    | +1 ronde  | 39   |        |
| 25  | Fabio Biliotti     | Honda                     | +1 ronde  | 20   |        |
| 26  | Marco Papa         | Suzuki                    | +1 ronde  | 25   |        |
| 27  | Peter Lindén       | Honda                     | +1 ronde  | 34   |        |
| 28  | Armando Errico     | Honda                     | +1 ronde  | 26   |        |
| 29  | Bohumil Staša      | Honda                     | +2 ronden | 42   |        |
| 30  | Keith Huewen       | Honda                     | +2 ronden | 28   |        |

#### Niet gefinisht
| Coureur             | Merk                 | Oorzaak | Grid |
| ------------------- | -------------------- | ------- | ---- |
| Dave Petersen       | Honda                | Val     | 18   |
| Gary Lingham        | Suzuki               |         | 41   |
| Mark Salle          | Suzuki               |         | 24   |
| Simon Buckmaster    | Suzuki               |         | 33   |
| Franco Uncini       | HB-Gallina-Suzuki    |         | 14   |
| Wolfgang von Muralt | Bakker-Suzuki        |         | 12   |
| Gerold Fischer      | Suzuki               |         | 32   |
| Karl Tuchsess       | Honda                |         | 27   |
| Christian Le Liard  | ELF-Chevallier-Honda |         | 16   |
| Paolo Ferretti      | Honda                |         | 35   |
| Mike Baldwin        | Honda                | Val     | 11   |

#### Niet deelgenomen
| Coureur           | Merk             | Oorzaak  |
| ----------------- | ---------------- | -------- |
| Gustav Reiner     | Bakker-Honda     | Blessure |
| Mile Pajic        | SNRT-Honda       | Piëteit  |
| Henk van der Mark | SNRT-Honda       | Piëteit  |
| Thierry Espié     | Chevallier-Honda | Blessure |

### Top tien tussenstand 500cc-klasse
| Pos. | Coureur            | Merk                     | Ptn. |
| ---- | ------------------ | ------------------------ | ---- |
| 1    | Freddie Spencer    | Rothmans-HRC-Honda       | 39   |
| 2    | Eddie Lawson       | Marlboro-Yamaha          | 35   |
| 3    | Christian Sarron   | Gauloises-Sonauto-Yamaha | 30   |
| 4    | Wayne Gardner      | Rothmans-HRC-Honda-UK    | 23   |
| 5    | Ron Haslam         | Rothmans-HRC-Honda-UK    | 21   |
| 6    | Didier de Radiguès | ELF-Chevallier-HRC-Honda | 15   |
| 7    | Randy Mamola       | Rothmans-HRC-Honda       | 9    |
| 8    | Sito Pons          | HB-Gallina-Suzuki        | 7    |
| 9    | Mike Baldwin       | Honda                    | 6    |
| 9    | Raymond Roche      | Marlboro-Yamaha          | 6    |

## 250cc-klasse

### De training
Freddie Spencer was veel sneller dan zijn concurrenten in de training. Alleen Martin Wimmer, nu ondersteund door Helmut Fath, liep minder dan een seconde achterstand op. Maurizio Vitali wist de nieuwe 250cc-Garelli naar de 7e tijd te rijden, maar Ángel Nieto's poging faalde: hij reed de 54e tijd, maar was nog steeds niet fit. 

#### Trainingstijden
| Pos | Coureur         | Merk               | Tijd    |
| --- | --------------- | ------------------ | ------- |
| 1.  | Freddie Spencer | Rothmans-HRC-Honda | 2"15'66 |
| 2.  | Martin Wimmer   | Mitsui-Yamaha      | 2"16'01 |
| 3.  | Toni Mang       | Marlboro-HRC-Honda | 2"16'69 |
| 4.  | Carlos Lavado   | Venemotos-Yamaha   | 2"16'90 |
| 5.  | Reinhold Roth   | Juchem-Yamaha      | 2"17'16 |
| 6.  | August Auinger  | Bartol             | 2"17'41 |
| 7.  | Maurizio Vitali | Garelli            | 2"17'43 |
| 8.  | Fausto Ricci    | HRC-Honda          | 2"17'45 |
| 9.  | Alan Carter     | HRC-Honda          | 2"17'84 |
| 10. | Loris Reggiani  | Aprilia-Rotax      | 2"17'91 |

### De race
Maurizio Vitali en Fausto Ricci haalden de start van de 250cc-race niet. Vitali's machine kreeg in de opwarmronde een vastloper waardoor hij zelfs viel. Op de natte baan was de race allesbehalve spannend. Martin Wimmer nam meteen de leiding en was niet meer te achterhalen. Aanvankelijk werd hij achtervolgd door Toni Mang, maar toen die zijn vizier verloor werd hij gepasseerd door Freddie Spencer, die na een slechte start een inhaalrace had gereden. Spencer wilde Wimmer nog wel aanvallen, maar na enkele glijpartijen besloot hij eieren voor zijn geld te kiezen. 

#### Uitslag 250cc-klasse
| Pos | Coureur              | Merk                        | Tijd     | Grid | Punten |
| --- | -------------------- | --------------------------- | -------- | ---- | ------ |
| 1   | Martin Wimmer        | Mitsui-Yamaha               | 39"56'50 | 2    | 15     |
| 2   | Freddie Spencer      | Rothmans-HRC-Honda          | 40"07'53 | 1    | 12     |
| 3   | Toni Mang            | Marlboro-HRC-Honda          | 40"15'90 | 3    | 10     |
| 4   | Alan Carter          | HRC-Honda                   | 40"37'78 | 9    | 8      |
| 5   | Carlos Cardús        | JJ Cobas-Rotax              | 40"47'62 | 11   | 6      |
| 6   | Donnie McLeod        | Silverstone-Armstrong-Rotax | 40"55'66 | 24   | 5      |
| 7   | Luis Miguel Reyes    | JJ Cobas-Rotax              | 40"56'25 | 23   | 4      |
| 8   | Jean Foray           | Chevallier-Yamaha           | 40"57'19 | 12   | 3      |
| 9   | Loris Reggiani       | Aprilia-Rotax               | 40"58'41 | 10   | 2      |
| 10  | Thierry Rapicault    | Yamaha                      | 41"14'64 | 21   | 1      |
| 11  | Reinhold Roth        | Juchem-Yamaha               | 41"22'99 | 5    |        |
| 12  | Jean-Michel Mattioli | Yamaha                      | 41"27'90 | 37   |        |
| 13  | Pierre Bolle         | Honda                       | 41"28'37 | 16   |        |
| 14  | Constant Pittet      | Yamaha                      | 41"29'93 | 43   |        |
| 15  | Edwin Weibel         | Yamaha                      | 41"35'46 | 17   |        |
| 16  | Gary Noel            | EMC-Rotax                   | 41"45'82 | 22   |        |
| 17  | August Auinger       | Bartol                      | 41"50'02 | 6    |        |
| 18  | Karl-Thomas Grässel  | Honda                       | 41"51'37 | 39   |        |
| 19  | Jacques Cornu        | Honda                       | 42"02'14 | 15   |        |
| 20  | Hans Becker          | Yamaha                      | 42"04'94 | 34   |        |
| 21  | Geoff Fowler         | Yamaha                      | 42"11'57 | 28   |        |
| 22  | Jean-François Baldé  | Pernod                      | 42"18'52 | 19   |        |
| 23  | Antonio García       | JJ Cobas-Rotax              | 42"25'37 | 36   |        |
| 24  | Siegfried Minich     | Yamaha                      | +1 ronde | 33   |        |
| 25  | Andy Watts           | EMC-Rotax                   | +1 ronde | 20   |        |
| 26  | Harald Eckl          | Juchem-Yamaha               | +1 ronde | 25   |        |
| 27  | Dominique Sarron     | Honda                       | +1 ronde | 32   |        |
| 28  | Cees Doorakkers      | Honda                       | +1 ronde | 44   |        |
| 29  | Konrad Hefele        | Yamaha                      | +1 ronde | 38   |        |
| 30  | Hans Lindner         | Bakker-Rotax                | +1 ronde | 13   |        |

#### Niet gefinisht
| Coureur                | Merk                        | Oorzaak | Grid |
| ---------------------- | --------------------------- | ------- | ---- |
| Carlos Lavado          | Venemotos-Yamaha            | Val     | 4    |
| Roland Freymond        | Yamaha                      |         | 14   |
| Massimo Matteoni       | Honda                       |         | 18   |
| Jean-Louis Guignabodet | MIG-Rotax                   |         | 26   |
| René Delaby            | Rotax                       |         | 27   |
| Juan Garriga           | JJ Cobas-Rotax              |         | 30   |
| Patrick Fernandez      | JJ Cobas-Rotax              |         | 31   |
| Jean-Luc Guillemet     | Yamaha                      |         | 35   |
| Iván Palazzese         | Venemotos-Yamaha            |         | 40   |
| Niall Mackenzie        | Silverstone-Armstrong-Rotax |         | 41   |
| Michel Galbit          | Yamaha                      |         | 42   |

#### Niet gekwalificeerd
| Coureur     | Merk    | Oorzaak   |
| ----------- | ------- | --------- |
| Ángel Nieto | Garelli | Blessures |

#### Niet gestart
| Coureur         | Merk      | Oorzaak             | Grid |
| --------------- | --------- | ------------------- | ---- |
| Patrick Igoa    | Honda     |                     | 29   |
| Fausto Ricci    | HRC-Honda |                     | 8    |
| Maurizio Vitali | Garelli   | Val in opwarmronde. | 7    |
| Mar Schouten    | Onbekend  | Pech                | 55   |

### Niet deelgenomen
| Coureur          | Merk              | Oorzaak  |
| ---------------- | ----------------- | -------- |
| Manfred Herweh   | Bakker-Real-Rotax | Blessure |
| Stéphane Mertens | Yamaha            | Blessure |
| Mario Rademeyer  | Yamaha            | Blessure |

### Top tien tussenstand 250cc-klasse
| Pos. | Coureur             | Merk                        | Ptn. |
| ---- | ------------------- | --------------------------- | ---- |
| 1    | Martin Wimmer       | Mitsui-Yamaha               | 33   |
| 2    | Toni Mang           | Marlboro-HRC-Honda          | 32   |
| 3    | Freddie Spencer     | Rothmans-HRC-Honda          | 29   |
| 4    | Carlos Lavado       | Venemotos-Yamaha            | 23   |
| 5    | Alan Carter         | Honda / HRC-Honda           | 16   |
| 6    | Carlos Cardús       | JJ Cobas-Rotax              | 11   |
| 7    | Mario Rademeyer     | Yamaha                      | 10   |
| 8    | Luis Miguel Reyes   | JJ Cobas-Rotax              | 8    |
| 9    | Reinhold Roth       | Juchem-Yamaha               | 6    |
| 10   | Jean-François Baldé | Pernod                      | 5    |
| 10   | Maurizio Vitali     | Garelli                     | 5    |
| 10   | Donnie McLeod       | Silverstone-Armstrong-Rotax | 5    |

## 125cc-klasse

### De training

#### Trainingstijden
| Pos | Coureur            | Merk        | Tijd    |
| --- | ------------------ | ----------- | ------- |
| 1.  | Pier Paolo Bianchi | MBA         | 2"24'98 |
| 2.  | Bruno Kneubühler   | LCR-MBA     | 2"25'26 |
| 3.  | Ezio Gianola       | FMI-Garelli | 2"26'68 |
| 4.  | Fausto Gresini     | FMI-Garelli | 2"25'78 |
| 5.  | Luca Cadalora      | MBA         | 2"26'91 |
| 6.  | August Auinger     | Bartol-MBA  | 2"27'12 |
| 7.  | Jean-Claude Selini | MBA         | 2"27'24 |
| 8.  | Olivier Liégeois   | MBA         | 2"28'18 |
| 9.  | Thierry Feuz       | MBA         | 2"26'60 |
| 10. | Dirk Hafeneger     | MBA         | 2"29'02 |

### De race
August Auinger zat na de start van de 125cc-race in een kopgroep met Pier Paolo Bianchi, Domenico Brigaglia, Luca Cadalora, Fausto Gresini, Bruno Kneubühler en Olivier Liégeois. Auinger wilde het aanvankelijk opgeven omdat zijn MBA door het opspattende water van de voorliggers niet goed wilde lopen. Na veel enerverende gevechten waarbij de koppositie regelmatig wisselde kwam Auinger echter aan de leiding en daarmee was het gespetter ook afgelopen. Gianola kwam ten val en Cadalora gaf op met een beslagen vizier, terwijl Gresini en Bianchi niet konden volgen en vochten om de tweede plaats. Auinger scoorde de eerste WK-overwinning van zijn carrière. 

#### Uitslag 125cc-klasse
| Pos | Coureur            | Merk        | Tijd     | Grid | Punten |
| --- | ------------------ | ----------- | -------- | ---- | ------ |
| 1   | August Auinger     | Bartol-MBA  | 38"00'74 | 6    | 15     |
| 2   | Fausto Gresini     | FMI-Garelli | 38"13'63 | 4    | 12     |
| 3   | Pier Paolo Bianchi | MBA         | 38"13'79 | 1    | 10     |
| 4   | Domenico Brigaglia | MBA         | 38"14'49 | 14   | 8      |
| 5   | Alfred Waibel      | MBA         | 38"17'53 | 11   | 6      |
| 6   | Olivier Liégeois   | MBA         | 38"26'84 | 8    | 5      |
| 7   | Bruno Kneubühler   | LCR-MBA     | 38"40'50 | 2    | 4      |
| 8   | Esa Kytölä         | MBA         | 38"45'81 | 19   | 3      |
| 9   | Willy Hupperich    | Seel-MBA    | 38"51'28 | 31   | 2      |
| 10  | Johnny Wickström   | MBA         | 39"19'50 | 12   | 1      |
| 11  | Jussi Hautaniemi   | MBA         | 39"30'96 | 27   |        |
| 12  | Mike Leitner       | MBA         | 39"33'65 | 13   |        |
| 13  | Thierry Feuz       | MBA         | 39"41'74 | 9    |        |
| 14  | Willy Pérez        | MBA         | 39"54'57 | 17   |        |
| 15  | Wilhelm Lücke      | MBA         | 40"26'13 | 43   |        |
| 16  | Helmut Lichtenberg | MBA         | 40"28'25 | 32   |        |
| 17  | Håkan Olsson       | MBA         | 40"31'42 | 21   |        |
| 18  | Andres Sánchez     | MBA         | 40"44'14 | 26   |        |
| 19  | Anton Straver      | MBA         | 40"44'63 | 22   |        |
| 20  | Michel Escudier    | MBA         | 40"45'26 | 33   |        |
| 21  | Robin Appleyard    | MBA         | +1 ronde | 28   |        |
| 22  | Jacky Hutteau      | MBA         | +1 ronde | 30   |        |
| 23  | Thomas Pedersen    | MBA         | +1 ronde | 34   |        |
| 24  | Franz Birrer       | MBA         | +1 ronde | 41   |        |
| 25  | Peter Sommer       | MBA         | +1 ronde | 36   |        |
| 26  | Peter Balaz        | MBA         | +1 ronde | 35   |        |
| 27  | Lars-Erik Kallesö  | MBA         | +1 ronde | 25   |        |

#### Niet gefinisht
| Coureur            | Merk        | Oorzaak | Grid |
| ------------------ | ----------- | ------- | ---- |
| Dirk Hafeneger     | MBA         |         | 10   |
| Ezio Gianola       | FMI-Garelli | Val     | 3    |
| Luca Cadalora      | MBA         | Vizier  | 5    |
| Jean-Claude Selini | MBA         |         | 7    |
| Lucio Pietroniro   | MBA         |         | 15   |
| Norbert Peschke    | MBA         |         | 16   |
| Alex Bedford       | MBA         |         | 18   |
| Giuseppe Ascareggi | MBA         |         | 20   |
| Boy van Erp        | MBA         |         | 23   |
| Ian McConnachie    | Krauser     |         | 24   |
| Adolf Stadler      | MBA         |         | 29   |
| Karl Dauer         | MBA         |         | 37   |
| Ton Spek           | MBA         |         | 38   |
| Christoph Bürki    | MBA         |         | 39   |
| Beat Sidler        | MBA         |         | 40   |
| Fernando Gonzales  | MBA         |         | 42   |

### Top tien tussenstand 125cc-klasse
| Pos. | Coureur            | Merk        | Ptn. |
| ---- | ------------------ | ----------- | ---- |
| 1    | Pier Paolo Bianchi | MBA         | 25   |
| 2    | Fausto Gresini     | FMI-Garelli | 24   |
| 3    | Domenico Brigaglia | MBA         | 18   |
| 4    | August Auinger     | Bartol-MBA  | 15   |
| 5    | Bruno Kneubühler   | LCR-MBA     | 9    |
| 6    | Ezio Gianola       | FMI-Garelli | 8    |
| 7    | Jean-Claude Selini | MBA         | 6    |
| 7    | Alfred Waibel      | MBA         | 6    |
| 9    | Olivier Liégeois   | MBA         | 5    |
| 9    | Johnny Wickström   | MBA         | 5    |

## 80cc-klasse

### De training
Zoals verwacht was Stefan Dörflinger tijdens de training duidelijk sneller dan zijn concurrenten. Opvallend was de vijfde trainingstijd voor Ian McConnachie, die zijn HuVo-Casal had ingeruild voor een Krauser.

#### Trainingstijden
| Pos | Coureur           | Merk       | Tijd    |
| --- | ----------------- | ---------- | ------- |
| 1.  | Stefan Dörflinger | Krauser    | 2"32'61 |
| 2.  | Jorge Martínez    | Derbi      | 2"33'82 |
| 3.  | Hans Spaan        | HuVo-Casal | 2"35'68 |
| 4.  | Manuel Herreros   | Derbi      | 2"36'31 |
| 5.  | Ian McConnachie   | Krauser    | 2"37'95 |
| 6.  | Gerhard Waibel    | Seel       | 2"19'18 |
| 7.  | Theo Timmer       | HuVo-Casal | 2"39'79 |
| 8.  | Rainer Kunz       | Ziegler    | 2"40'99 |
| 9.  | Gerd Kafka        | Seel       | 2"41'13 |
| 10. | Henk van Kessel   | HuVo-Casal | 2"41'33 |

### De race
Voor Hans Spaan begon de pech al in de opwarmronde, waarvan hij terugkeerde met een lekke achterband. Het wiel kon wel verwisseld worden, maar alleen met een intermediate, waarmee hij eigenlijk kansloos was. Spannend werd de race niet, want ook het Derbi-team werd door pech geplaagd: Jorge Martínez stopte al na een ronde door een kapotte bougie en Manuel Herreros kampte met een ketting die over het tandwiel sprong. Ver achter Dörflinger vochten de beide Seel-coureurs Gerhard Waibel en Gerd Kafka om de tweede plaats. 

#### Uitslag 80cc-klasse
| Pos | Coureur             | Merk       | Tijd      | Grid | Punten |
| --- | ------------------- | ---------- | --------- | ---- | ------ |
| 1   | Stefan Dörflinger   | Krauser    | 31"23'76  | 1    | 15     |
| 2   | Gerhard Waibel      | Seel       | 31"32'79  | 6    | 12     |
| 3   | Gerd Kafka          | Seel       | 31"37'04  | 9    | 10     |
| 4   | Ian McConnachie     | Krauser    | 31"40'60  | 5    | 8      |
| 5   | Stefan Prein        | HuVo-Casal | 32"26'43  | 12   | 6      |
| 6   | Hans Spaan          | HuVo-Casal | 32"28'52  | 3    | 5      |
| 7   | Reinhard Koberstein | Seel       | 32"33'83  | 15   | 4      |
| 8   | Theo Timmer         | HuVo-Casal | 32"47'80  | 7    | 3      |
| 9   | Serge Julin         | Casal      | 33"00'46  | 27   | 2      |
| 10  | Richard Bay         | Maico      | 33"01'97  | 25   | 1      |
| 11  | Paul Rimmelzwaan    | Harmsen    | 33"05'15  | 11   |        |
| 12  | Bernd Rossbach      | HuVo-Casal | 33"13'20  | 17   |        |
| 13  | Jean-Marc Velay     | GMV-Casal  | 33"30'49  | 18   |        |
| 14  | Jos van Dongen      | Casal      | 33"34'13  | 28   |        |
| 15  | Hans Koopman        | Ziegler    | 33"38'76  | 20   |        |
| 16  | Günter Schirnhofer  | Krauser    | 33"40'19  | 13   |        |
| 17  | Giuliano Tabanelli  | BBFT       | +1 ronde  | 24   |        |
| 18  | Bertus Grinwis      | Bultaco    | +1 ronde  | 39   |        |
| 19  | Salvatore Milano    | Casal      | +1 ronde  | 26   |        |
| 20  | Johan Auer          | Eberhardt  | +1 ronde  | 34   |        |
| 21  | Reiner Koster       | LCR-Casal  | +1 ronde  | 22   |        |
| 22  | Chris Baert         | Eberhardt  | +1 ronde  | 36   |        |
| 23  | Thomas Engl         | Esch       | +1 ronde  | 29   |        |
| 24  | Günter Maussner     | Casal      | +1 ronde  | 38   |        |
| 25  | Bert Smit           | BZ         | +1 ronde  | 30   |        |
| 26  | Matulja Zdravko     | Ziegler    | +1 ronde  | 31   |        |
| 27  | Raimo Lipponen      | Imatra Sp. | +2 ronden | 40   |        |

#### Niet gefinisht
| Coureur            | Merk       | Oorzaak | Grid |
| ------------------ | ---------- | ------- | ---- |
| Jorge Martínez     | Derbi      | Bougie  | 2    |
| Manuel Herreros    | Derbi      | Ketting | 4    |
| Rainer Kunz        | Ziegler    | Val     | 8    |
| Henk van Kessel    | HuVo-Casal | Val     | 10   |
| Alois Pavlic       | Seel       |         | 14   |
| Juan Ramón Bolart  | Autisa     |         | 16   |
| Michael Gschwander | Casal      |         | 19   |
| Domingo Gil Blanco | Autisa     |         | 21   |
| René Dünki         | Zündapp    |         | 32   |
| Joaquin Gali       | Derbi      |         | 33   |
| Stefan Kurfiss     | Siku       |         | 35   |
| Otto Machinek      | Om-Spezial |         | 37   |
| Aad Wijsman        | Harmsen    |         | 41   |

#### Niet gestart
| Coureur     | Merk    | Oorzaak | Grid |
| ----------- | ------- | ------- | ---- |
| Jamie Lodge | Krauser |         |      |

### Top tien tussenstand 80cc-klasse
| Pos. | Coureur             | Merk                 | Ptn. |
| ---- | ------------------- | -------------------- | ---- |
| 1    | Stefan Dörflinger   | Krauser              | 27   |
| 2    | Gerd Kafka          | Seel                 | 18   |
| 3    | Gerhard Waibel      | Real-Seel            | 17   |
| 4    | Jorge Martínez      | Derbi                | 15   |
| 5    | Manuel Herreros     | Derbi                | 10   |
| 6    | Theo Timmer         | HuVo-Casal           | 9    |
| 7    | Ian McConnachie     | HuVo-Casal / Krauser | 8    |
| 8    | Stefan Prein        | HuVo-Casal           | 6    |
| 9    | Hans Spaan          | HuVo-Casal           | 5    |
| 10   | Richard Bay         | Rupp-Maico           | 4    |
| 10   | Reinhard Koberstein | Seel                 | 4    |
| 10   | Paul Rimmelzwaan    | Harmsen              | 4    |

## Zijspanklasse

### De training
Bij deze eerste ontmoeting van de zijspanrijders toonde Rolf Biland zijn nieuwe zelfbouw LCR-Krauser-viercilinder, maar hij gebruikte hem alleen in de training en reed de derde tijd. Voor hem stonden de LCR-Yamaha's van Werner Schwärzel met zijn nieuwe bakkenist Fritz Buck en Egbert Streuer/Bernard Schnieders. 

#### Trainingstijden
| Pos | Coureur          | Bakkenist          | Merk               | Tijd    |
| --- | ---------------- | ------------------ | ------------------ | ------- |
| 1.  | Werner Schwärzel | Fritz Buck         | Krauser-LCR-Yamaha | 2"16'90 |
| 2.  | Egbert Streuer   | Bernard Schnieders | LCR-Yamaha         | 2"16'94 |
| 3.  | Rolf Biland      | Kurt Waltisperg    | Krauser-LCR-Yamaha | 2"17'35 |
| 4.  | Alain Michel     | Jean-Marc Fresc    | Krauser-LCR-Yamaha | 2"18'28 |
| 5.  | Steve Webster    | Tony Hewitt        | LCR-Yamaha         | 2"19'41 |
| 6.  | Alfred Zurbrügg  | Martin Zurbrügg    | LCR-Yamaha         | 2"20'02 |
| 7.  | Derek Bayley     | Brian Nixon        | LCR-Yamaha         | 2"20'20 |
| 8.  | Hans Hügli       | Andreas Schütz     | LCR-Yamaha         | 2"22'01 |
| 9.  | Hein van Drie    | Iain Colquhoun     | LCR-Yamaha         | 2"22'18 |
| 10. | Steve Abbott     | Shaun Smith        | Windle-Yamaha      | 2"22'58 |

### De race
Rolf Biland/Kurt Waltisperg en Egbert Streuer/Bernard Schnieders gingen er na de start samen vandoor en in de zesde ronde wist Streuer zelfs de leiding te nemen. Toen het zicht beter werd en de baan opdroogde wist hij echter dat hij het tempo met de zachte compound van zijn regenbanden niet kon volhouden. Twee ronden later moest hij de leiding dan ook afstaan aan Werner Schwärzel/Fritz Buck, die net als Steve Webster/Tony Hewitt voor hardere banden hadden gekozen. 

#### Uitslag zijspanklasse
| Pos | Coureur              | Bakkenist             | Merk               | Tijd     | Punten |
| --- | -------------------- | --------------------- | ------------------ | -------- | ------ |
| 1   | Werner Schwärzel     | Fritz Buck            | Krauser-LCR-Yamaha | 35"10'05 | 15     |
| 2   | Steve Webster        | Tony Hewitt           | LCR-Yamaha         | 35"12'81 | 12     |
| 3   | Egbert Streuer       | Bernard Schnieders    | LCR-Yamaha         | 35"14'79 | 10     |
| 4   | Rolf Biland          | Kurt Waltisperg       | Krauser-LCR-Yamaha |          | 8      |
| 5   | Alfred Zurbrügg      | Martin Zurbrügg       | LCR-Yamaha         |          | 6      |
| 6   | Alain Michel         | Jean-Marc Fresc       | Krauser-LCR-Yamaha |          | 5      |
| 7   | Hans Hügli           | Andreas Schütz        | LCR-Yamaha         |          | 4      |
| 8   | Markus Egloff        | Urs Egloff            | LCR-Yamaha         |          | 3      |
| 9   | Wolfgang Stropek     | Hans-Peter Demling    | LCR-Yamaha         |          | 2      |
| 10  | Hans-Rüdi Christinat | Markus Fährni         | LCR-Yamaha         |          | 1      |
| 11  | Frank Wrathall       | Phil Spendlove        | Seymaz-Yamaha      |          |        |
| 12  | Ken Smith            | Dave Brown            | Onbekend           |          |        |
| 13  | Rolf Steinhausen     | Bruno Hiller          | Busch-ARO          |          |        |
| 14  | Mick Boddice         | Chas Birks            | LCR-Yamaha         |          |        |
| 15  | Martin Kooy          | Raimond van den Groep | Kova-Yamaha        |          |        |
| 16  | Hein van Drie        | Iain Colquhoun        | LCR-Yamaha         |          |        |
| 17  | Berger               | Hänni                 | Onbekend           |          |        |
| 18  | Luigi Casagrande     | René Nydegger         | LCR-Yamaha         |          |        |
| 19  | Bernd Scherer        | Wolfgang Gess         | BSR-Yamaha         |          |        |
| 20  | Jean-Louis Millet    | Christian Depraz      | Seymaz-Yamaha      |          |        |

#### Niet gefinisht
| Coureur         | Bakkenist     | Merk       | Oorzaak | Grid |
| --------------- | ------------- | ---------- | ------- | ---- |
| Derek Bayley    | Brian Nixon   | LCR-Yamaha |         | 7    |
| Theo van Kempen | Geral de Haas | LCR-Yamaha | Ongeval | 16   |
| Derek Jones     | Brian Ayres   | LCR-Yamaha | Ongeval |      |

#### Niet gestart
| Coureur      | Bakkenist   | Merk          | Oorzaak  | Grid |
| ------------ | ----------- | ------------- | -------- | ---- |
| Steve Abbott | Shaun Smith | Windle-Yamaha | Blessure | 10   |

### Top tien tussenstand zijspanklasse
Conform wedstrijduitslag

## Trivia

### Helpende hand
Nadat Theo van Kempen en Geral de Haas tijdens de zijspanrace naast de baan waren geschoven kon "Ballie" de Haas helpen om bakkenist Iain Colquhoun te bevrijden. Hij was onder de gekapseisde combinatie van Hein van Drie terechtgekomen. Nadat Colquhoun bevrijd was en de combinatie weer op de wielen stond werden Van Drie/Colquhoun toch nog zestiende in de wedstrijd. 

### Mijlpalen
De overwinning van Christian Sarron was de eerste van een Europeaan in de 500cc-klasse na die van Franco Uncini in de Britse GP van 1982, maar ook de eerste van een Fransman sinds Pierre Monneret met een Gilera 500 4C de Franse GP van 1954 won. 

### Zeldzame overwinning
Werner Schwärzel won voor het eerst sinds de Duitse GP van 1978 een Grand Prix. Toch was hij in het seizoen 1982 wereldkampioen geworden, maar toen won hij geen enkele Grand Prix. 

### Nieuwe Krauser
Rolf Biland en Mike Krauser stelden tijdens de trainingen hun nieuwe "Krauser L 4" zijspancombinatie voor. Het chassis was van Louis Christen, maar de 500cc-viercilindertweetaktmotor was ontwikkeld door de vaste tuner Romero Folghera en Charles auf der Maur. Voorlopig werd er alleen met de machine getraind. In de race gebruikte Biland zijn LCR met Yamaha-motor. 

### Las-tig
Van een professioneel team als Marlboro-Yamaha van Giacomo Agostini zou men het niet verwachten, maar nadat er tijdens de Grand Prix van Spanje een lasapparaat geleend moest worden van Rothmans Honda UK, gebeurde het in Duitsland nog eens. Een frame werd gelast met apparatuur van crosser Willy Bauer.
1925 · 1926 · 1927 · 1928 · 1929 · 1930 · 1931 · 1933 · 1934 · 1935 · 1936 · 1937 · 1938 · 1939 · 1949 · 1950 · 1951 · 1952 · 1953 · 1954 · 1955 · 1956 · 1957 · 1958 · 1959 · 1960 · 1961 · 1962 · 1963 · 1964 · 1965 · 1966 · 1967 · 1968 · 1969 · 1970 · 1971 · 1972 · 1973 · 1974 · 1975 · 1976 · 1977 · 1978 · 1979 · 1980 · 1981 · 1982 · 1983 · 1984 · 1985 · 1986 · 1987 · 1988 · 1989 · 1990 · 1991 · 1992 · 1993 · 1994 · 1995 · 1996 · 1997 · 1998 · 1999 · 2000 · 2001 · 2002 · 2003 · 2004 · 2005 · 2006 · 2007 · 2008 · 2009 · 2010 · 2011 · 2012 · 2013 · 2014 · 2015 · 2016 · 2017 · 2018 · 2019 · 2021 · 2022 · 2023 · 2024 · 2025